# Vilhelminske Irlandskrige
|  | Artiklen indgår i en serie om Irlands historie |
De Vilhelminske Irlandskrige, der også kendes under navnene Jacobinske Irlandskrige det irske Cogadh an Dá Rí  og endelig De to Kongers Krig, var de krige der fulgte i kølvandet på at James II var blevet afsat i 1688 og nu forsøgte at genvinde magten i de tre kongeriger efter han var blevet erstattet med sin protestantiske datter Maria 2. af England og hendes gemal Vilhelm af Oranje. Den var påvirket af og påvirkede den jakobinske opstand som Adelsmanden Dundee stod bag i Skotland på samme tid. Vilhelm overlegne sejr over jakobisterne i Irland, samt de mindre jakobistiske opstande i Skotland og England, fik som konsekvens at engelsk protestantisk dominans over Irland blev stadfæstet i over et århundrede i Irland. De forbilledlige Vilhelminske sejre ved Derrys belejring og Slaget ved Boyne fejres stadig af de unionistiske samfund i Nordirland.

## The Glorious Revolution
Krigen i Irland skete i direkte konsekvens af Englands The Glorious Revolution. James, der var katolik, forsøgte at gennemføre religionsfrihed for katolikker og uden hensyn til det engelske parlament at indføre upopulære love. For mange i England var det en ubehagelig påmindelse om Charles I, hvis konflikt havde udløst den engelske borgerkrig. Det afgørende punkt, i James forhold til den engelske politiske klasse, var da hans kone fødte en søn – det gav næring til en frygt om et vedvarende katolsk Stuart-dynasti i de tre kongeriger England, Skotland og Irland. På baggrund af denne frygt udtænkte nogle af de politiske nøglepersoner en sammensværgelse mod James der gik ud på at indbyde den Vilhelm af Oranje, statholder i de Forenede Nederlande, til at invadere England og i fællesskab med hans kone Maria, James ældste datter, at overtage den engelske trone. Vilhelm accepterede tilbuddet primært af militærstrategiske årsager.
De Forenede Nederlande var i krig med datidens stærkeste militærmagt i Europa, Ludvig 14.´s Frankrig. Siden genindsættelsen af det engelske Stuartdynasti i 1660 havde kongerne Charles II og James II ført en tæt alliance med Frankrig, det var Vilhelms ønske at fravriste Frankrig de engelske ressourcer i form af mænd, penge og våben og i stedet tilknytte disse Augsburg-ligaen. I 1688 invaderede Vilhelm England og James forsvarede sig kun sporadisk.
Hvor James var upopulær i England, var det modsatte tilfældet i Irland. De indfødte irere var næsten alle katolikker og havde kæmpet indædt for det engelske Stuart-dynasti under krigene i Irland i 1640´erne i håbet om at sikre religiøs tolerance og politisk selvstyre i Irland. De var blevet besejret i 1650´erne og var blevet straffet hårdt af det engelske Commonwealth med konfiskering af land samt straffelove. Skuffelsen var derfor også stor da Charles II efter hans genindsættelse i 1660 ikke omgjorde deres situation stort.
James, havde derimod givet irerne nogle konkrete indrømmelser i 1680´erne ved at udnævne en irsk katolik, Richard Talbot, 1.jarl af Tyrconnell til kongens guvernør i Irland og ved at genindsætte katolikker i hæren, offentlige hverv og i det irske parlament. Det meste af den landejende katolske irske klasse havde mistet deres jord og værdier efter Cromwells erobring af Irland(1649-53) til protestantiske bosættere fra England og Skotland. De håbede på at få dette tilbage under James´ styre. På baggrundt af dette havde James grund til håb om at kunne mønstre støtte til en tilbageerobring af hans tre kongeriger.

## Krigsudbrud – Felttog i Ulster
Efter Vilhelms ankomst til England havde James guvernør i Irland, Richard Talbot, 1.jarl af Tyrconnell, sikret at alle de militærstrategiske nøglesteder i Irland var sikret via den nyligt rekrutterede Irske katolske hær der var loyale overfor James. I den nordlige provins Ulster, der havde en høj koncentration af skotske og engelske bosættere, mødte Talbot den eneste alvorlige modstand.
I November 1688, var det kun den befæstede by Derry der havde en protestantisk garnison. En hær på omkring 1.200 mænd, de fleste Redshanks(Højlændere), blev langsomt samlet under Alexander MacDonnell, 3.jarl af Antrim(samlingen begyndte da Vilhelm steg i land i England). Da den endelig nåede Derry 7.december 1688 blev byporten lukket for dem og belejringen af Derry tog sin begyndelse. Selvom det kunne ligne at de jakobinske tropper havde en klar fordel i kraft af antal i Irland, viste det sig at de fleste af Tyrconnells tropper var hastigt indkaldte bønder, hvoraf de fleste var meget dårligt udrustet og trænet. Dog lykkedes det en jakobinsk styrke under ledelse af Richard Hamilton at hindre en protestantisk styrke adgang ved Dromore, County Down den 14.marts 1689 hvorefter at jakobinerne satte sig på den østlige del af Ulster.
Da James var blevet afsat var han flygtet til Frankrig, her havde Ludvig XIV(der allerede var i krig med Vilhelm af Oranje) givet ham støtte i form af penge og tropper, dog betingede han at antallet af franske tropper der blev sendt til Irland skulle modsvares ved at det samme antal af irere blev sendt til Frankrig som rekrutter. James landede i Irland ved Kinsale den 12.marts 1689 med 6.000 franske tropper. Første mission var at sikre sig Dublin, hvilket skete uden større sværdslag, efterfølgende drog han mod nord, med en jakobinsk hær af katolikker, protestantiske royalister og franskmænd, for at tilslutte sig belejringen af Derry den 18.April. James stod i spidsen for en bevægelse overvejende der var overvejende katolsk og 7.maj besad han også et irsk parlament bestående næsten udelukkende af den katolske lavadel. Modstræbende gik han med til at vedtage en lov der bestemte at det engelske parlament ikke kunne vedtage love der gjaldt Irland. Derudover gik han, igen modstræbende, med til at genetablere de jorder der var blevet frataget katolikker efter Cromwells erobring af Irland, ved at konfiskere land fra de der kæmpede imod ham(primært protestanter) og som støttede Vilhelm. Parlamentet blev siden kaldt det Patriotiske Parlament af irske nationalister.
11.juni 1689 lagde britiske skibe til udfor Derry, for at understøtte den belejrede by, men man turde ikke at risikere en landgang før de fik en ordre fra Marskal Friedrich Schomberg, 28.juli 1689 trængte de igennem og endte dermed belejringen.
Tæt ved Enniskillen lige syd for Dublin samlede folk fra det protestantiske samfund en fremragende uregelmæssig styrke til Vilhelm. Med Enniskillen som base rettede denne styrke en mængde af overfald mod den jakobinske styrke i Connacht og Ulster. Der blev samlet en dårlig trænet jakobinsk styrke under ledelse af Justin MacCarthy og adelsmanden Mountcashel. Mountcashels tropper blev besejret 28.juli 1689 i slaget ved Newtownbutler. Mange af de jakobinske tropper flygtede som det første skud blev affyret og op til 1500 af dem blev hugget ned eller druknede da Vilhelminske tropper jagtede dem. Dels grundet dette nederlag og dels fordi at der var landet en stor Vilhelminsk styrke i den østlige del af provinsen, trak de jakobinske tropper sig tilbage til fra Ulster og slog lejr nær Dundalk.

## Schombergs felttog 1689
Frederick Schomberg, 1.jarl af Schomberg landede ved Ballyholme Bay, County Down 13.August 1689 hvorefter han erobrede Carrickfergus og siden kunne bevæge sig mod Dundalk uden modstand. James´ guvernør Tyrconnells tropper, den jakobinske hovedstyrke, blokerede for at Schomberg kunne passere sydover, men da det ikke kom til kamphandlinger forblev de to hære i deres lejre i koldt og vådt vejr i adskillige uger, før de til sidst trak sig tilbage til deres vinterkvarterer. DEn Vilhelminske styrke mistede flere tusinde mænd grundet sygdom i felttoget, også selvom de ikke kæmpede en eneste kamp med jakobinerne. Generelt blev de pint gennem vinteren 1689 som de blev pint de følgende to år af irske guerillaer kendt som "Rapparees". Schombergs tropper fortsatte med at dø i deres vinterkvarterer, grundet den hårde vinter og de svigtende forsyninger. Den svigtende madforsyning skyldtes primært dårlig koordinering, men også jakobinernes hærgen af landet under deres retræte, der ikke levnede megen føde tilbage til de Vilhelminske tropper. Den civile befolkning led også alvorligt under denne ødelæggen.

## Vilhelm ankommer, 1690 – Slaget ved Boyne
primær artikel Slaget ved Boyne
Utålmodig med Schombergs langsomme fremfærd, besluttede Vilhelm selv at tage føringen og 14.juni 1690 ankom han til Belfast Lough med 300 skibe. Ved landgangen i Carrickfergus kunne han mønstre en hær på 36.000 soldater(der inkluderede Engelske, tyske, nederlandske, danske og franske huguenot tropper), som straks marcherede mod Dublin. Efter noget modstand ved Newry trak den jakobinske styrke sig tilbage til den sydlige bred af floden Boyne, hvor man gik i forsvarsposition ved landsbyen Oldbridge nær Drogheda. 1.juli angreb Vilhelm deres positioner, hans tropper vadede over floden flere steder og tvang de jakobinske tropper til at trække sig yderligere tilbage for ikke at blive omringet. (I konsekvens af at man i 1753 gik over til den gregorianske kalender fejres slaget nu 12.juli). Slaget ved Boyne var ikke afgørende militært og tabene på begge sider høje – der blev dræbt cirka 1500 jakobinere og 500 på Vilhelms side. Men slaget blev afgørende da det fik James til at miste troen på en sejr i det irske. Han red i spidsen af sin hær mod Duncannon og derfra drog han i eksil i Frankrig. På grund af at han svigtede sine irske tilhængere er han kendt i Irland under navnet Séamus an Chaca eller "James the Shit". De jakobinske tropper trak sig tilbage til Dublin, ikke videre skadet, men demoraliseret og hårdt ramt af desertering. Dagen efter forlod man byen og marcherede mod Limerick. Samme dag indtog de Vilhelminske tropper hovedstaden uden at løsne et skud. Nyhederne om nederlaget ved Boyne bidrog til at de skotske jakobinere indstillede deres kampe.
Vilhelms sejr, kombineret med James flugt, kunne have betydet enden på krigen i Irland. Men Vilhelm præsenterede i Dublin nogle meget hårde fredsbetingelser, den benådning som han lovede de jakobinske fodsoldater blev ikke officerer og den landejende klasse til dels. Som resultat heraf følte de jakobinske ledere ikke at de havde andet valg end at fortsætte kampen indtil at en fredstraktat ville sikre en garanti af deres liv, ejendom samt deres civile og religiøse rettigheder.

## Limerich, Aughrim og krigens afslutning
Primære artikler: Slaget ved Aughrim og Belejringen af Limerick (1691)
Krigen fortsatte efter at irerne havde trukket sig tilbage til Limerick, i August 1690 modstod de et Vilhelminsk angreb dog med store tab til følge. I den sidste del af 1690 trak Vilhelms tropper sig tilbage fra det vestlige Irland hvorimod de konsoliderede sig i den sydlige del af landet, hvor deres tropper under ledelse af jarlen af Marlborough indtog de sydlige havnebyer Cork og Kinsale.
De irske jakobinere holdt deres forsvar i nogle få byer i det vestlige Irland og derudover i Connaght vest for floden Shannon. Jakobinere havde fået en vis selvtillid da de var i stand til at forsvare Limerick og håbede stadig på at kunne vinde krigen med militær støtte fra Frankrig(selvom mange af de franske tropper var blevet trukket tilbage efter James flugt). I den sidste del af 1690 forlod Vilhelm også Irland, han overlod herefter ledelsen af tropperne til den nederlandske general Godert de Ginkell. Det lykkedes Ginkell at bryde ind i Connaght ved Athlone efter en blodig belejring af byen. Herefter gik han frem mod de jakobinske nøglebyer Galway og Limerick. Ved Aughrim, County Galway forsøgte den franske jakobinske leder Marquis de st Ruth at standse deres fremmarch men Ginkell påførte irerne et afgørende nederlag i Slaget ved Aughrim, hvor jakobinerne mistede 8000 soldater, godt halvdelen af deres styrke, dræbt, såret eller tilfangetagne.
Den jakobinske general st Ruth var selv blandt de dræbte. Ginkell indtog efterfølgende Galway der overgav sig under lempelige betingelser. Derefter belejrede han Limerick. Belejringen af Limerick endte 23.September 1691 med irsk overgivelse da Patrick Sarsfield, blottet for ethvert håb om sejr, frasagde sig de franske officerer der havde taget magten over byen og indledte forhandling med Ginkell. Fredstraktaten i Limerick blev underskrevet 3.oktober 1691 lovede milde vilkår til de jakobinere der blev i Irland og ville sværge troskab mod Vilhelm III. Freden blev altså sluttet på disse betingelser mellem Ginkell og Sarsfield, men det irske parlament der var domineret af protestanter nægtede at godkende de dele der lovede tolerance og lige rettigheder for katolicisme og katolikker. Faktisk blev straffelovene, der kraftigt diskriminerede katolikker, ført videre og forstærket af den ''protestantiske magtdominans'' i parlamentet. De irske jakobinere så dette som et æreløst løftebrud. En populær irsk samtidig talemåde sagde cuimhnigí Luimneach agus feall na Sassanaigh(genkald jer Limerick og engelsk forræderi). En del af aftalen tilsagde at den katolske irske hær skulle forlade landet og tage til Frankrig, denne episode er i Irland populært kendt under De Flygtende Vildgæs. Cirka 14.000 soldater forlod i 1691 Irland sammen med Patrick Sarsfield og 10.000 kvinder og børn. De dannede James II´s hær der i eksil kæmpede i den franske hær. Efter James´ død blev resterne af hæren en del af den franske Irske Brigade, der var blevet dannet i 1689 af 6000 irske rekrutter der blev sendt af irske jakobinere mod at få fransk militærhjælp.

## Langsigtede følger
Den Vilhelminske sejr i Irland havde to mærkbare langvarige følger. Den første var at sikre sig at James II ikke ville være i stand til at generobre sine tre tidligere kongeriger England, Skotland og Irland med militære midler. Den anden var at sikre sig britisk og protestantisk dominans over Irland. Irland ville indtil det 19.årh blive styret af den protestantiske magtdominans, den engelske protestantiske overklasse. Størstedelen af det irske katolske samfund blev i lighed med de presbyterianske Ulster-skotter systematisk udelukket fra magten.
Blandt katolikker så man i over hundrede år sentimentalt på den jakobinske sag og man skildrede James og Stuarterne som de retmæssige konger der ville have sikret Irland en retfærdig ordning(hvilket inkluderede selvstyre og tilbagelevering af de konfiskerede jorder) og støttet den katolske sag. Tusindvis af irske soldater forlod landet for at kæmpe i den Irske Brigade for Stuartdynastiet i den franske hær. Indtil midten af 1700-tallet, var Frankrig involveret i forsøget på at genetablere Stuartdynastiet i de britiske kongeriger og irere i fransk tjeneste kæmpede med jakobinerne i den skotste jakobinske opstand i slaget ved Culloden i 1745.
På den anden side hyldede protestanter Vilhelms sejr som en triumf for religiøs og civil frihed. Mange protestanter var overbeviste om at deres sejr havde reddet deres samfund fra massakre og tilintetgørelse fra de romersk-katolske. Heri ligger grunden til at de Vilhelminske sejre stadig mindes og fejres af de protestantiske samfund i Ulster, specielt af Orangeordenen 12.juli.